# Lisia Huta
Lisia Huta (kaszb. Lësô Hëta) – nieoficjalny przysiółek wsi Olpuch w Polsce położona w województwie pomorskim, w powiecie kościerskim, w gminie Stara Kiszewa.
Lisia Huta jest miejscowością pogranicza kaszubsko-kociewskiego leżącą na skraju Pojezierza Kaszubskiego i na wschodnim krańcu Wdzydzkiego Parku Krajobrazowego.
Osada wchodzi w skład sołectwa Olpuch.
W latach 1975–1998 miejscowość położona była w województwie gdańskim.